# 小島証作
小島 証作（こじま しょうさく、1865年2月2日（元治2年1月7日） - 1934年（昭和9年）2月1日）は、日本の政治家。衆議院議員（1期）。

## 経歴
東京都出身。慶應義塾で学ぶ。東村山村長、(株)小島組代表取締役となる。
1924年の第15回衆議院議員総選挙において東京16区から憲政会公認で立候補して当選した。衆議院議員を1期務めた。1928年の第16回衆議院議員総選挙には立候補しなかった。1934年死去。